# Винсен (Холштајн)
Винсен (њем. Winsen) општина је у њемачкој савезној држави Шлезвиг-Холштајн. Једно је од 95 општинских средишта округа Зегеберг. Према процјени из 2010. у општини је живјело 404 становника. Посједује регионалну шифру (AGS) 1060100.

## Географски и демографски подаци
Винсен се налази у савезној држави Шлезвиг-Холштајн у округу Зегеберг. Општина се налази на надморској висини од 37 метара. Површина општине износи 4,1 km². У самом мјесту је, према процјени из 2010. године, живјело 404 становника. Просјечна густина становништва износи 99 становника/km².

## Међународна сарадња
| Мјесто | Држава | Врста сарадње | Од    |
| ------ | ------ | ------------- | ----- |
| Абенра | Данска | контакт       | 2007. |
|        | Пољска | контакт       | 1989. |
| Извор  |        |               |       |